# Liano Petrelli
Liano Petrelli (Agugliano, 24 marzo 1965) è un allenatore di pallavolo ed ex pallavolista italiano.
Attualmente è responsabile della scuola di pallavolo Cuneo dopo l'esperienza di tre stagioni con la serie B della Cuneo Granda Volley e con il Consorzio Vero Volley di Monza,

## Carriera

### Giocatore
La carriera di Liano Petrelli inizia nel settore giovanile della Pallavolo Agugliano per poi proseguire nell'A.S. Volley Jesi dove disputa 2 campionati di serie B conquistando la promozione in Serie A2 (pallavolo maschile) che disputa nelle stagioni 1983-84 e 1984-85 sotto la guida di Julio Velasco.
Contemporaneamente entra a far parte della Nazionale Juniores e partecipa ai Campionati Europei U19 (medaglia di bronzo) e ai Campionati del Mondo U20 (medaglia d'argento)
Dalla stagione 1985-86 si trasferisce alla Pallavolo Parma, dove rimarrà per quattro anni, vincendo due Coppe delle Coppe, una Coppa Italia e una Supercoppa europea. Con la squadra parmense raggiunge inoltre tre finali scudetto, una finale di Coppa dei Campioni e una finale di Coppa CEV. Durante l'esperienza a Parma lo schiacciatore riceve anche la chiamata in nazionale, con la quale vince due World League, nel 1990 e nel 1991.
Terminata l'esperienza con la Pallavolo Parma, si trasferisce alla Mediolanum Milano, poi alla Pallavolo Modena e alla Sisley Volley di Treviso,con la quale disputa una finale di Coppa Italia, per poi accettare la chiamata dalla società piemontese Cuneo Volley Ball Club, dove rimarrà per quattro stagioni, dal 1992 al 1995.
Nella stagione 1995-96 gioca per la Pallavolo Torino in Serie A2. L'anno successivo torna in A1 con la Associazione Sportiva Volley Lube di Macerata, mentre per la stagione 1997-98 veste i colori del Volley Cutrofiano.
L'ultima stagione in Serie A1 al Cuneo Volley Ball Club, dove torna per ricoprire il nuovo ruolo di libero, regala a Petrelli l'ultimo trofeo della sua carriera da giocatore, la Coppa Italia. Prima del definitivo ritiro partecipa a un campionato di Serie B1 con la Cosenza Pallavolo.

### Allenatore
Nel 2000 diventa allenatore affiancando Fefè De Giorgi e Mario Di Pietro alla guida della Noicom Alpitour Cuneo vincendo Coppa Italia e Coppa Cev.
Nel 2003 accetta l'incarico di responsabile tecnico del settore giovanile della squadra cuneese iniziando un percorso ricco di soddisfazioni con la conquista di 6 scudetti giovanili nelle varie categorie, il lancio in serie A e Nazionale di oltre 20 giocatori come Parodi, Martino, Baranovicz, Botto Alletti, Mazzone, Rossi, Marchisio e altri.
Nel 2009 diventa tecnico per due stagioni della nazionale juniores, disputando un campionato europeo.

## Palmarès

### Giocatore
- Coppa Italia: 2

1986-87, 1998-99
- Coppa delle Coppe: 2

1987-88, 1988-89
- Supercoppa europea: 1

1989